# Jean-François Boucher
Jean-François Boucher (* 1. Dezember 1985 in Rosemère, Québec) ist ein ehemaliger deutsch-kanadischer Eishockeyspieler, der im Verlauf seiner aktiven Karriere zwischen 2004 und 2018 unter anderem 320 Spiele für den ERC Ingolstadt und die Kölner Haie in der Deutschen Eishockey Liga (DEL) auf der Position des Stürmers bestritten hat. Mit dem ERC Ingolstadt gewann Boucher im Jahr 2014 die Deutsche Meisterschaft.

## Karriere
Jean-François Boucher begann seine Karriere in der Eishockeymannschaft der renommierten Yale University, für die er von 2004 bis 2008 insgesamt vier Jahre lang am Spielbetrieb der National Collegiate Athletic Association (NCAA) teilnahm. Im Sommer 2008 wurde der Stürmer vom ERC Ingolstadt aus der Deutschen Eishockey Liga (DEL) verpflichtet und erhielt einen Einjahresvertrag. Nach einer Saison in der DEL wechselte er zurück nach Nordamerika und unterschrieb einen Vertrag bei den Reading Royals in der ECHL.
Bei den Royals erhielt er jedoch keine Einsätze und verbrachte die Saison 2009/10 bei den CRS Express de Saint-Georges in der physisch geprägten Ligue Nord-Américaine de Hockey (LNAH), bei denen er 28 Partien absolvierte und 14 Scorerpunkte erzielte. Im Juli 2010 wechselte er zu den Kassel Huskies zurück in die DEL. Nachdem den Huskies die Lizenz für die folgende Spielzeit verweigert worden war, kehrte Boucher im August 2010 erneut nach Kanada zurück und unterzeichnete bei den nun unter dem Namen COOL FM 103,5 de Saint-Georges firmierenden LNAH-Franchise. Für die Spielzeit 2012/13 einigte er sich auf ein erneutes Vertragsverhältnis mit dem ERC Ingolstadt, für den Boucher bereits in der Saison 2008/09 aufgelaufen war. Bis Mai 2015 spielte er für den ERCI und gewann im Jahr 2014 mit den Panthern die Deutsche Meisterschaft. Anfang Juni 2015 wechselte er innerhalb der DEL zu den Kölner Haien und stand dort bis zu seinem Karriereende im Sommer 2018 unter Vertrag.

## Erfolge und Auszeichnungen
- 2010 Coupe-Futura-Gewinn mit den CRS Express de Saint-Georges
- 2014 Deutscher Meister mit dem ERC Ingolstadt
- 2015 Deutscher Vizemeister mit dem ERC Ingolstadt

## Karrierestatistik
(Legende zur Spielerstatistik: Sp oder GP = absolvierte Spiele; T oder G = erzielte Tore; V oder A = erzielte Assists; Pkt oder Pts = erzielte Scorerpunkte; SM oder PIM = erhaltene Strafminuten; +/− = Plus/Minus-Bilanz; PP = erzielte Überzahltore; SH = erzielte Unterzahltore; GW = erzielte Siegtore; 1 Play-downs/Relegation; Kursiv: Statistik nicht vollständig)